# Semiliquidambar
Semiliquidambar (bán phong hạ theo tiếng Trung) là một chi thực vật, gần đây nhất được xếp vào họ Altingiaceae, dù trước đó thường coi là thuộc họ Hamamelidaceae.
Các phân tích dựa trên một số dấu hiệu phân tử cho thấy Altingia lồng ghép trong Liquidambar, và Semiliquidambar có nguồn gốc lai ghép giữa Liquidambar formosana – Liquidambar acalycina và Altingia obovata hoặc Altingia chinensis.
Dựa theo các nghiên cứu này, năm 2013 Stefanie M. Ickert-Bond và Jun Wen sáp nhập 2 chi Altingia và Semiliquidambar vào chi Liquidambar (theo nguyên tắc ưu tiên tên gọi được thiết lập trước), với tổng cộng 15 loài được công nhận trong chi Liquidambar.

## Các loài
Theo truyền thống người ta công nhận 3 loài trong chi Semiliquidambar:
- Semiliquidambar cathayensis
- Semiliquidambar caudata
- Semiliquidambar chingii

Tuy nhiên, khi gộp trong Liquidambar nghĩa rộng thì người ta coi Semiliquidambar cathayensis và Semiliquidambar chingii chỉ là các từ đồng nghĩa của một loài duy nhất với danh pháp Liquidambar chingii loài còn lại là Liquidambar caudata.